# 5757 (année hébraïque)
5757 (hébreu : ה'תשנ"ז, abbr. : תשנ"ז) est une année hébraïque qui a commencé à la veille au soir du 14 septembre 1996 et s'est finie le 1er octobre 1997. Cette année a compté 383 jours. Ce fut une année embolismique dans le cycle métonique, avec deux mois de Adar - Adar I et Adar II. Ce fut la troisième année depuis la dernière année de chemitta.
En l'an 5757, l'État d'Israël a fêté ses 49 ans d'indépendance.

## Calendrier
Ce calendrier hébraïque de l'année 5757 donne les correspondances avec les dates du calendrier grégorien.
Le premier nombre dans chaque case correspond au jour du mois hébraïque. Les jours en couleurs sont des jours remarquables juifs ou israéliens.
| ◄◄ | 5757 | ►► |

## Décès
- Allen Ginsberg
- Nehama Leibowitz
- Chaim Herzog
- Viktor Frankl

5752 - 5753 - 5754 - 5755 - 5756 - 5757 - 5758 - 5759 - 5760 - 5761 - 5762